# Voulez-vous jouer avec moâ ?
Voulez-vous jouer avec moâ ? est une pièce de théâtre de Marcel Achard, créée au Théâtre de l'Atelier le 18 décembre 1923.

## Description
La pièce consiste en trois actes entre farce et critique où se mêlent, au-delà du rire et du cocasse, soupirs mélancoliques, audaces et refrains sentimentaux, gifles, gaffes et coups de pied au derrière. Grockson, Rascasse et Auguste sont trois hommes-clowns, trois héros gouailleurs, ingénus, falots et ridicules qui courtisent la blonde Isabelle. Tous les personnages achardiens, sans épaisseur et sans grande passion, sont déjà en germe : êtres sentimentaux et tendus, la femme belle, inconstante et un peu naïve et l'homme timide et naïf.

## Théâtre de l'Atelier,1923
- Mise en scène : Charles Dullin
- Personnages et distribution :
  - Auguste : Lucien Arnaud
  - Isabelle : Êve Longuet
  - Crockson : Marcel Achard
  - Rascasse : Edmond Beauchamp

## Théâtre des Bouffes-Parisiens,1943
- Mise en scène : Pierre Brasseur
- Musique Originale : Georges Van Parys
- Personnages et distribution :
  - Auguste : Pierre Brasseur
  - Isabelle : Arletty
  - Crockson : Armontel
  - Rascasse : Jean Parédès

## Théâtre La Bruyère,1970
- Mise en scène : Jacques Échantillon
- Décors : Jacques Marillier
- Costumes : Jacques Marillier
- Personnages et distribution :
  - Auguste : Jacques Échantillon
  - Isabelle : Annick Blancheteau
  - Crockson : Maurice Risch
  - Rascasse : Jacques Rosny
  - L'homme-orchestre : Pascal Berthier